# Ítalo Manzine
Ítalo Manzine Amaral Duarte Garófalo (Belo Horizonte, 13 de março de 1992) é um nadador brasileiro.

## Trajetória esportiva
Formado nas piscinas do Ideal Clube de Paraguaçu, em Minas Gerais, começou a nadar aos cinco anos de idade. Em 2009, Ítalo transferiu-se para sua cidade natal, quando representou o Mackenzie Esporte Clube até o final da temporada de 2011. 
Com apenas dois anos participando da natação competitiva, o ano de 2011 veio consagrar a determinação de Ítalo Manzine, sagrando-se campeão brasileiro em todas as três provas de sua categoria, na modalidade 50 metros livre: Campeonato Brasileiro Junior de Inverno, Campeonato Brasileiro Junior de Verão e Campeonato Brasileiro Junior Interfederativo).
Se no ano de 2010, aos dezoito anos, Ítalo Manzine havia terminado a temporada como o décimo mais rápido atleta do Brasil nos 50 metros nado livre (em todas as categorias), em 2011 e com apenas dezenove anos ele foi além: fechou a temporada como o quarto mais rápido do Brasil, atrás apenas de César Cielo, (recordista mundial), Bruno Fratus e Nicholas Santos. No ranking mundial, Ítalo Manzine fechou o ano de 2011 como o 74º melhor tempo na prova dos 50 metros livre em piscina olímpica.
A competição que lançou Ítalo Manzine definitivamente entre os melhores do Brasil foi o Troféu José Finkel de Natação, realizado em Belo Horizonte, em agosto de 2011. Naquela ocasião, e com todos os olhares voltados para o campeão e recordista mundial César Cielo, foi Ítalo Manzine quem roubou a cena. A parte superior do bloco de partida do nadador mineiro se soltou, tirando o jovem, de apenas 19 anos, das finais. Por volta das 19 horas, após o reconhecimento do erro na estrutura do equipamento pela direção técnica, Ítalo Manzine voltou sozinho à piscina para uma nova tomada de tempo e, sob os olhares de todos os presentes, fez o terceiro melhor tempo das eliminatórias, atrás apenas de Nicholas Santos, e a cinco décimos de segundo de César Cielo. Tal façanha chamou a atenção não apenas da mídia nacional mas também internacional.
Entre os anos de 2012 e 2013 representou o Esporte Clube Pinheiros de São Paulo, onde sagrou-se campeão brasileiro nos revezamentos 4x100 metros livre, em Guaratinguetá, em 2012; e 4x50 metros livre em Porto Alegre, em 2013.
No início de 2014, Ítalo Manzine se transferiu para Belo Horizonte e para o Minas Tênis Clube, onde treina sob o comando do head coach Scott Volkers  e ao lado do campeão olímpico César Cielo.
Nadando pelo Minas Tênis Clube já em 2014, sagrou-se campeão brasileiro, com quebra de recorde de campeonato, nos revezamentos 4x100 e 4x50 metros livre, no Campeonato Brasileiro Sênior de Inverno, no Rio de Janeiro Neste mesmo campeonato, Italo Manzine conquistou a medalha de prata na prova dos 50 metros livre.
No Campeonato Brasileiro Absoluto de Natação, o Troféu José Finkel, além de sagrar-se campeão brasileiro no revezamento 4x50 metros livre, fez história ao conquistar o vice-campeonato na prova dos 50 metros livre, ficando atrás apenas do campeão César Cielo. 
Confirmando a excelente fase, Ítalo Manzine encerrou o ano de 2014 sagrando-se campeão brasileiro no revezamento 4x50 metros livre, no Campeonato Brasileiro Sênior de Verão - Troféu Daltely Guimarães, juntamente com César Cielo, Fernando Souza da Silva e Felipe Martins. Neste mesmo campeonato, Ítalo Manzine classificou-se com o quarto melhor tempo na prova dos 50 metros livre, se habilitando para a grande final do Open de Natação. Á tarde, o atleta voltou à piscina do Botafogo para disputar a final dos 50 metros livre, fazendo o melhor tempo de sua carreira, conquistando a medalha de bronze e superando os índices exigidos pela Confederação Brasileira de Desportos Aquáticos para participação nos Jogos Pan-Americanos de 2015, realizados em Toronto (Canadá), no período de 14 a 18 de julho de 2015; e participação no Kazan 2015, realizado na cidade de Kazan (Rússia), no período de 2 a 9 de agosto de 2015.
Nos 50 metros livre, em piscina de 25 metros, Ítalo Manzine terminou a temporada de 2014 na 22ª colocação do ranking 
mundial e, em piscina de 50 metros, na 41ª colocação, isto segundo critérios da FINA. 
Em 2015, ano de seletiva para os Jogos Olímpicos de Verão de 2016, Ítalo Manzine sagrou-se campeão no revezamento 4x50 metros estilo livre pelo Minas Tênis Clube, no Troféu Maria Lenk, juntamente com César Cielo, Alan Vitória e Felipe Martins. 
No troféu José Finkel de Natação, Ítalo conquistou, pelo segundo ano consecutivo, o vice campeonato brasileiro na prova dos 50 metros livre, nadando por duas vezes abaixo do índice olímpico da prova.
Fechando com chave de ouro o ano que antecedeu os Jogos Olímpicos de Verão de 2016, Ítalo Manzine não apenas sagrou-se campeão no revezamento 4x50 livre no Campeonato Brasileiro Sênior de Verão, realizado em Palhoça, como conquistou o vice campeonato na prova dos 50 metros livre no Campeonato Open Correios de Natação, superando índice de participação para as olimpíadas e assumindo, naquela que foi a primeira de duas seletivas a serem realizadas pela Confederação Brasileira de Desportos Aquáticos, uma das vagas existentes para a prova. O tempo obtido por Ítalo Manzine Duarte, 22'08, o posicionou entre os vinte e cinco mais rápidos do mundo naquela temporada, segundo critérios da FINA. 
Em 2016, ano olímpico, por ocasião da última seletiva, no Troféu Maria Lenk realizado no Parque Aquático Olímpico, em abril, no Rio de Janeiro, Ítalo Manzine, que havia chegado provisoriamente com uma das vagas na prova dos 50 metros livre, foi colocado à prova novamente. Na parte da manhã, nas eliminatórias, Ítalo fez o tempo de 22'16 e viu a vaga olímpica passar justamente para as mãos de César Cielo, que fez 21'99. Na grande final, porém, Ítalo mostrou o quanto é determinado e o quanto estava preparado para defender sua vaga: numa prova emocionante, superou Cielo, cravando 21'82, melhor tempo de sua carreira e sexta melhor marca mundial do ano na modalidade, garantiu sua vaga para os Jogos Olímpicos de Verão de 2016.
Em 11 de agosto de 2016 e em sua primeira participação nos Jogos Olímpicos, Ítalo nadou na última série dos 50 metros nado livre e, com o tempo de 21'96, avançou para as semifinais. Terminou sua participação nos Jogos Olímpicos de Verão de 2016 na décima quinta colocação, com o tempo de 22'05. 
Em agosto de 2017, representou o Brasil na Universíada de Verão de 2017 em Taipei, China, conquistando a medalha de prata na prova dos 50 metros nado livre, com o tempo de 22'05. Nas semi finais, com o tempo de 21'93, foi posicionado na décima sétima colocação do ranking mundial. 
Em agosto de 2018, representou o Brasil no 50º Campeonato Mundial Militar de Natação, em Samara, Rússia, onde sagrou-se campeão mundial nos 50 metros livre, com o tempo de 22'47. . Na mesma competição Ítalo Manzine também conquistou a medalha de bronze no revezamento 4x100 metros livre misto, juntamente com Felipe Ribeiro, Graciele Herrmann e Manuella Lyrio.  
Em novembro de 2018, Ítalo Manzine representou o Brasil no Campeonato Sul-Americano de Esportes Aquáticos, em Trujillo, Peru, onde sagrou-se campeão Sul-Americano nos 50 metros livre, com o tempo de 22'45 e campeão no revezamento 4x100 metros livre, juntamente com João de Lucca, Giuliano Rocco e Breno Correia.

## Recordes

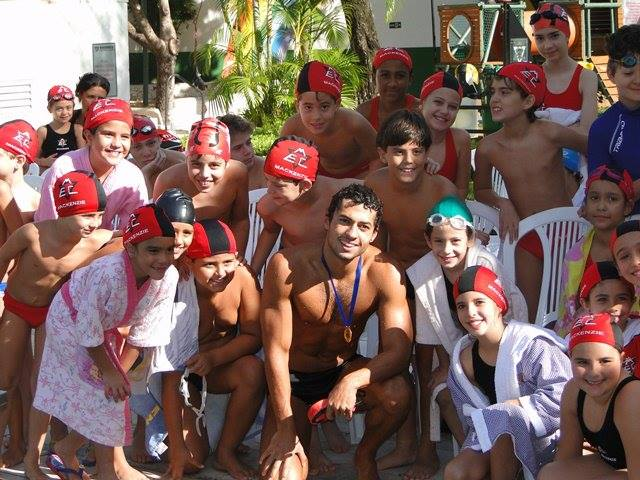
Italo e crianças no festival de natação no Mackenzie

Ítalo Manzine é o atual detentor, ou ex-detentor, dos seguintes recordes:
- Recorde estadual na prova 50 metros livre, piscina semi-olímpica (25 metros), com o tempo de 23s03, categoria junior 2, no Campeonato Mineiro de Natação de Inverno, XII Supercopa de Natação (IX Troféu Eduardo Sávio) obtido em 2 de julho de 2011 em Belo Horizonte[53]
- Recorde estadual na prova de revezamento 4x50 metros nado livre, piscina  semi-olímpica (25 metros), com o tempo de 1m29s87, categoria senior, no Campeonato Paulista Junior e Senior de Verão, obtido em 20 de outubro de 2012 em São Paulo[54]
- Recorde estadual na prova de revezamento 4x100 metros medley, piscina olímpica, com o tempo de 3m43s69, categoria senior, no Campeonato Paulista Junior e Senior de Verão, obtido em 17 de novembro de 2013 em São Paulo[55]
- Recorde brasileiro na prova de revezamento 4x50 metros nado livre, piscina olímpica, com o tempo de 1m29s54, categoria senior, no Campeonato Brasileiro Senior de Natação de Inverno, obtido em 7 de maio de 2014 no Rio de Janeiro[56]
- Recorde brasileiro na prova de revezamento 4x100 metros nado livre, piscina olímpica, com o tempo de 3m20s38, categoria senior, no Campeonato Brasileiro Senior de Natação de Inverno, obtido em 8 de maio de 2014 no Rio de Janeiro[56]
- Recorde estadual na prova de revezamento 4x50 metros livre, piscina olímpica (50 metros), com o tempo de 1m31s29, no Campeonato Mineiro de Natação de Verão, obtido em 5 de dezembro de 2014 em Belo Horizonte[57]
- Recorde de Campeonato no XIX Troféu Salvador Granieri Sobrinho, na prova de revezamento 4x100 metros livre, piscina de 50 metros, com o tempo de 03m26s25, categoria absoluto, no Campeonato Paulista Junior e Sênior de Inverno, dia 08 de junho de 2018 em São Paulo.[58]
- Recorde de Campeonato no XIX Troféu Salvador Granieri Sobrinho, na prova de revezamento 4x50 metros livre, piscina de 50 metros, com o tempo de 01m32s05, categoria absoluto, no Campeonato Paulista Junior e Sênior de Inverno, dia 09 de junho de 2018 em São Paulo.[59]
- Recorde de Campeonato no XIX Troféu Alberto Martin Perez, na prova de revezamento 4x50 metros livre, piscina de 50 metros, com o tempo de 1m32s54, categoria sênior, no Campeonato Paulista Junior e Sênior de Verão, dia 23 de novembro de 2018 em São Paulo[60]